# Andreu Gomila Llobera
Andreu Gomila Llobera   (Palma, 1977) és un poeta, escriptor, crític literari i periodista especialitzat en arts escèniques. Ha estat director del setmanari TimeOut Barcelona. del 2010 al 2017. Ha publicat els llibres de poemes Un dia a l'infern dels que són (La Magrana, 2011), Diari de Buenos Aires (Moll, 2007), Aquí i ara (El Gall, 2007), Carrer dels dies (Proa, 2012), Felanitx (Edicions 62, 2020) i Joia (Cafè Central, 2023); les novel·les El port. No serà res de mi (Moll, 2010), Continents (Empúries, 2016) i La mesura de totes les coses (Empúries, 2021); i l'assaig musical Putos himnes generacionals (Empúries, 2015). Li han traduït poemes al castellà, francès, hongarès, anglès i serbo-croat.

## Obres publicades
- Un dia a l'infern dels que són (La Magrana, 2001). Obra guanyadora del Premi Amadeu Oller de poesia 2001[1]
- Aquí i ara (El Gall, 2007)[1]
- Diari de Buenos Aires (Moll, 2007)[1]
- El port. No serà res de mi (Moll, 2010)[6]
- Carrer dels dies (Proa, 2012)[7]
- Put*s himnes generacionals (Empúries, 2015)[8]
- Continents (Empúries, 2016)[9][10](finalista del premi Crexells 2017)[11]
- Un món esbucat. Joan Alcover i Mallorca (Edicions 3i4, 2019)
- Felanitx (Edicions 62, 2020). Obra guanyador del XVIII Premi a la memòria de Gabriel Ferrater[12]
- La mesura de totes les coses (Empúries, 2021)
- Joia (Cafè Central, 2023)

## Traduccions
- De l'inconvenient d'haver nascut, d'E.M. Cioran.
- El cel per sobre del sostre, de Natacha Appanah.
- Alcohols, de Guillaume Apollinaire.
- En els somnis comencen les responsabilitats, de Delmore Schwartz.
- Retorn a Rems, de Didier Eribon

## Premis rebuts
- Premi Amadeu Oller 2001[1]
- Premi Memorial Anna Dodas 2003 a la millor òpera prima del bienni[1]
- Premi de Poesia Gabriel Ferrater 2020 de l'Ajuntament de Sant Cugat.[13]